# Libnotes (Libnotes) infumosa
Libnotes (Libnotes) infumosa is een tweevleugelige uit de familie steltmuggen (Limoniidae). De soort komt voor in het Palearctisch gebied.